# Nina Arbore

Nina Arbore în atelierul lui Matisse, în dreapta cu bentiță

Tamara Nina Arbore (n. 8 octombrie 1889, Tecuci, Tecuci, România – d. 7 martie 1942, București, România) a fost o pictoriță și graficiană română, fiica lui Zamfir Ralli-Arbore și sora Ecaterinei Arbore. A făcut studii de specialitate la Paris în atelierul-școala al lui Henri Matisse, ultima promoție.

## Biografie
Nina Arbore își face studiile liceale în București, perioadă în care ia lecții de pictură de la Nicolae Vermont. În anul 1906 se înscrie și urmează cursurile Academiei de Pictură din Munchen. Acolo studiază cu expresioniștii germani Friedrich Fehr, Angelo Jank  și Karl Schmidt-Rottluff. A urmat de asemenea cursurile profesorilor – creatori de referință în epocă, Wilhelm von Debschitz și Albert Weisgerber. 
Își continuă studiile la Paris unde va face parte din ultima promoție a școlii-atelier a pictorului francez Henri Matisse. Cu ocazia unei expoziții personale pe care o deschide la București în anul 1928, Nina Arbore le aduce acestor maeștri numeroase elogii.  Fiind la Paris, Nina Arbore ia contact cu boema pariziană precum și cu radicalismul și nihilismul avangardei. Cu experiența pe care a câștigat-o se întoarce la București în 1914 și se integrează grupurilor și asociațiunilor avangardiste reprezentate de Victor Brauner, Marcel Iancu, Aurel Jiquidi, Nicolae Tonitza, Milița Petrașcu și Dida Solomon-Callimachi. Artista are un succes enorm, fapt demonstrat de către colecționarul Alexandru Bogdan-Pitești care-i cumpără o mulțime de lucrări precum și de critici mari ai epocii care scriu despre ea și îi analizează cariera artistică (vezi Petru Comarnescu, Ionel Jianu, Ștefan Nenițescu, Oscar Walter Ciseck). Aceștia descriu opera Ninei și influențele ei expresioniste, cubiste, orfiste, impresioniste, foviste, neobizantine și chiar apropieri de pictura din Quattrocento.
A fost o prezență constantă și agreabilă la Saloanele Oficiale ale vremii și la alte expoziții de grup, de răsunet în epocă: Arta română, Arta nouă, Grupul nostru, Expoziția de artă futuristă de la Roma, Expoziția Internațională de Arte Plastice de la Barcelona (unde Nina Arbore este distinsă cu Diploma de Onoare Clasa I-a în anul 1929).
Artista este foarte cunoscută și datorită gravurilor cu tematică socială și a desenelor sale foarte expresive cu care a ilustrat în perioada interbelică revistele „Adevărul literar și artistic” și „Cuvântul liber”. De asemenea multe dintre desenele sale au apărut și în revista „România muncitoare” precum și în alte publicații periodice.
Nina Arbore este cunoscută și pentru ornamentarea Bisericii Sf Imparati Constantin si Elena din Constanța prin executarea unei picturi murale de 2.000 m². 
Între anii 1927–1930, participă la expozițiile Societății de Arte Frumoase din Basarabia. Figurează în numeroase cataloage de artă ale timpului.
În numărul din 31 octombrie 1937 al revistei Adevărul literar și artistic, corespondentul Tache Soroceanu consemna:
„...Nina Arbore a avut de la începuturile existenței ei pictoricești îndemn spre suprafețele largi de culoare și liniile simbolice. I s-a dat, în fine, posibilitatea să-și arate întreaga măsură a talentului ei de decoratoare, încredințându-i-se zugrăvirea bisericii Sf. Constantin și Elena din Constanța. ...Căci păstrând canoanele stilului bizantin, Nina Arbore a făcut operă de înnoitor, operă personală.”
Nina Arbore leagă o prietenie strânsă cu Cecilia Cuțescu-Storck și cu Olga Greceanu, toate trei formând așa zisul „Grup al celor trei doamne” care s-a dorit o contrapondere al „Grupului celor patru”, reprezentat de Oscar Han, Tonitza, Sirato și Ștefan Dimitrescu.  În 1916, alături de Olga Greceanu și Cecilia Cuțescu-Storck, artista a înființat „Asociația femeilor pictore și sculptore”, asociație prin intermediul căreia se organizau expoziții care promovau numeroase femei ce au reușit să-și expună public lucrările în perioada interbelică. Asociația era patronată de către Casa Regală a României prin  Regina Elisabeta și mai apoi de către Regina Maria.
După reînregistrarea societății artiștilor plastici din Basarabia – Societatea de Belle Arte din Basarabia – Nina Arbore conlucrează alături de August Baillayre, Vasile Cijevschi, George Petrașcu, Milița Petrașcu, Alexandru Plămădeală ș.a., la viața artistică de la Chișinău, simultan antrenează plasticieni originari din Basarabia în acțiuni de creație în alte centre culturale din România.
A fost profesor în învățământul artistic, Academia Artelor Decorative, 1926-1927.
După punerea într-un con de umbră, de la finele anilor 1940 până la mijlocul anilor 1960, opera sa, treptat-treptat, este repusă în circuitul cultural. Abordările semnate de criticul de artă Tudor Stavilă, dar, în mod deosebit, de Gheorghe Vida, care a editat o primă monografie despre opera și activitatea Ninei Arbore – Gheorghe Vida. Nina Arbore. [Monografie-album]. – Ch., Editura ARC. Maeștri basarabeni din secolul XX, 2004. –80 P. + il. – redau dimensiunea adevărată a ceea ce înseamnă și poate să însemne Nina Arbore în arta românească și în dezvoltarea culturii secolului al XX-lea.
Operele sale au fost incluse în multiple colecții publice: Muzeul Național de Artă al României, Muzeul Colecțiilor de Artă București, Muzeul Municipiului București, Biblioteca Academiei Române etc.

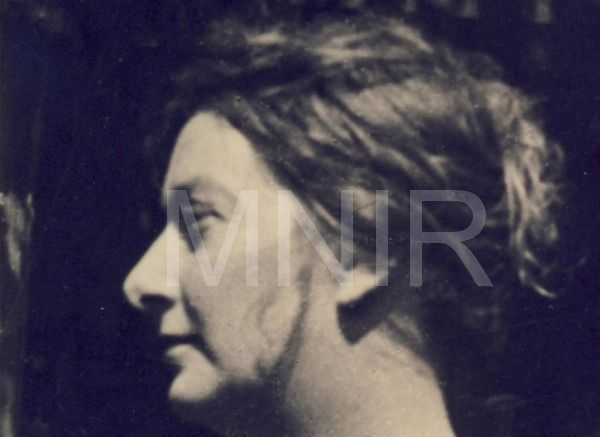
Portretul pictoriței Ninei Arbore, Camil Ressu

## Publicații
Artista este foarte cunoscută datorită gravurilor cu tematica socială precum și a desenelor sale foarte expresive cu care a ilustrat revista ”Cuvântul liber”, ce apărea în perioada interbelică. De asemenea multe dintre desenele sale au apărut și în revista ”România muncitoare” precum și în alte publicații periodice.
Istoriograful, scriitorul și publicistul român Lucian Predescu, în ”Enciclopedia Cugetarea”, o descrie altfel: ”...pictoriță, n. 1887. Fiica lui Zamfir A. Studiile la Paris. Are desene în alb și negru. Numeroase reviste și publicațiuni sunt ilustrate de ea. Talentată în arta decorativă și pictură bisericească: pictarea Catedralei ort. rom. din Constanța (1936).” Cei 2000de metri pătrați de pictură murală îi aduc consacrarea, Nina Arbore înscriindu-se printre cele mai remarcabil nume ce practicau acest gen în România. Revista ”Adevărul literar și artistic”, prin corespondentul său Tache Soroceanu, consemna în numărul  din 31 octombrie 1937: ”Nina Arbore a avut de la începuturile existenței ei pictoricești îndemn spre suprafețele largi de culoare și liniile simbolice. I s-a dat, în fine, posibilitatea să-și arate întreaga măsură a talentului ei de decorare, încredințându-i-se zugrăvirea Bisericii ”Sfinții Constantin și Elena” din Constanța. Aș putea spune că blânda fiică a lui Zamfir Arbore, așa de modestă totdeauna, așteptând o zi a ei, a ajuns la cea mai mare izbândă: s-a găsit pe ea însăși...Căci păstrând canoanele stilului bizantin, Nina Arbore a făcut opera de înnoitor, operă personală.”
Timp de mai mulți ani Nina a participat la expoziții coordonate de societatea artistică din Basarabia. Ea a fost și profesoară la Academia de Arte Decorative, fondată de M. H. Maxy. După executarea sorei Ecaterina Arbore-Rally în 1937, s-a retras din viața publică. Moartea ei pare să fi fost rezultatul unui accident. Alături de Nina s-a aflat pe schele și zugravul de biserici Virgil Manoliu. Au realizat un stil al picturii în fresco-secco, elegant, sobru, în tonuri închise, poleit cu foilță de aur de 24 de karate.

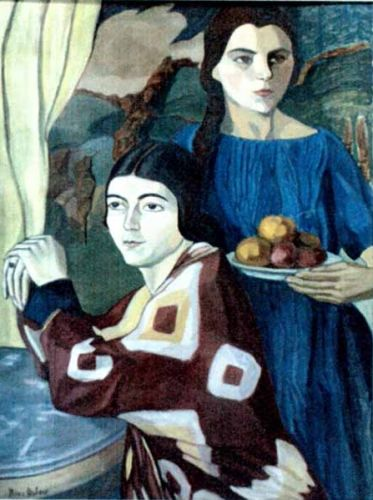
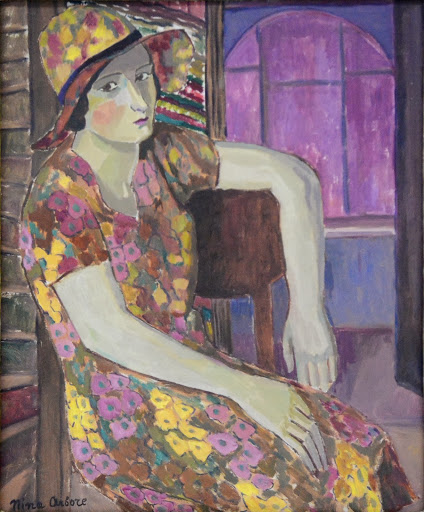
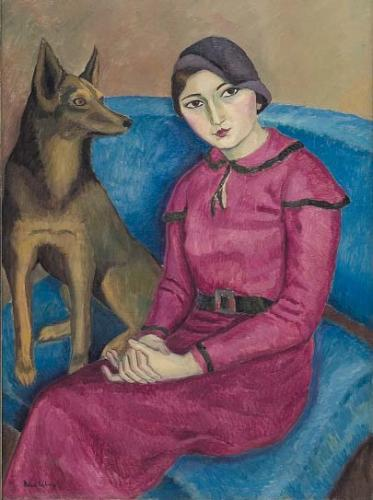
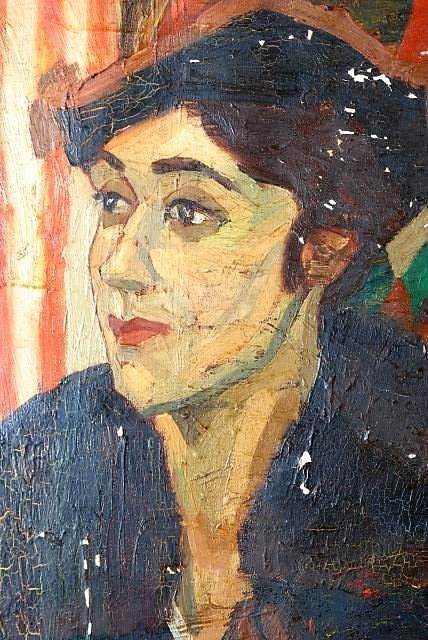
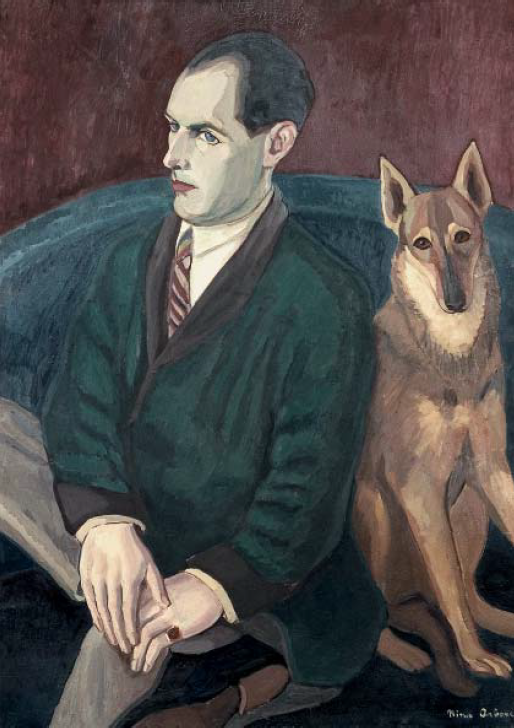
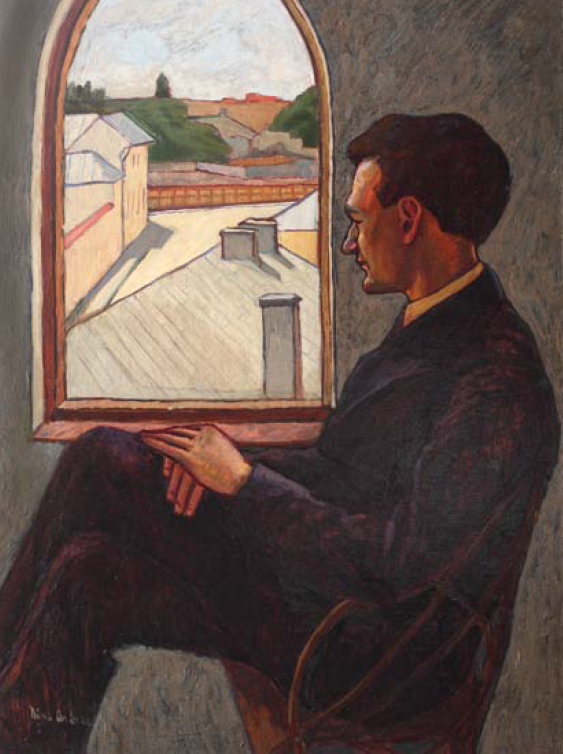
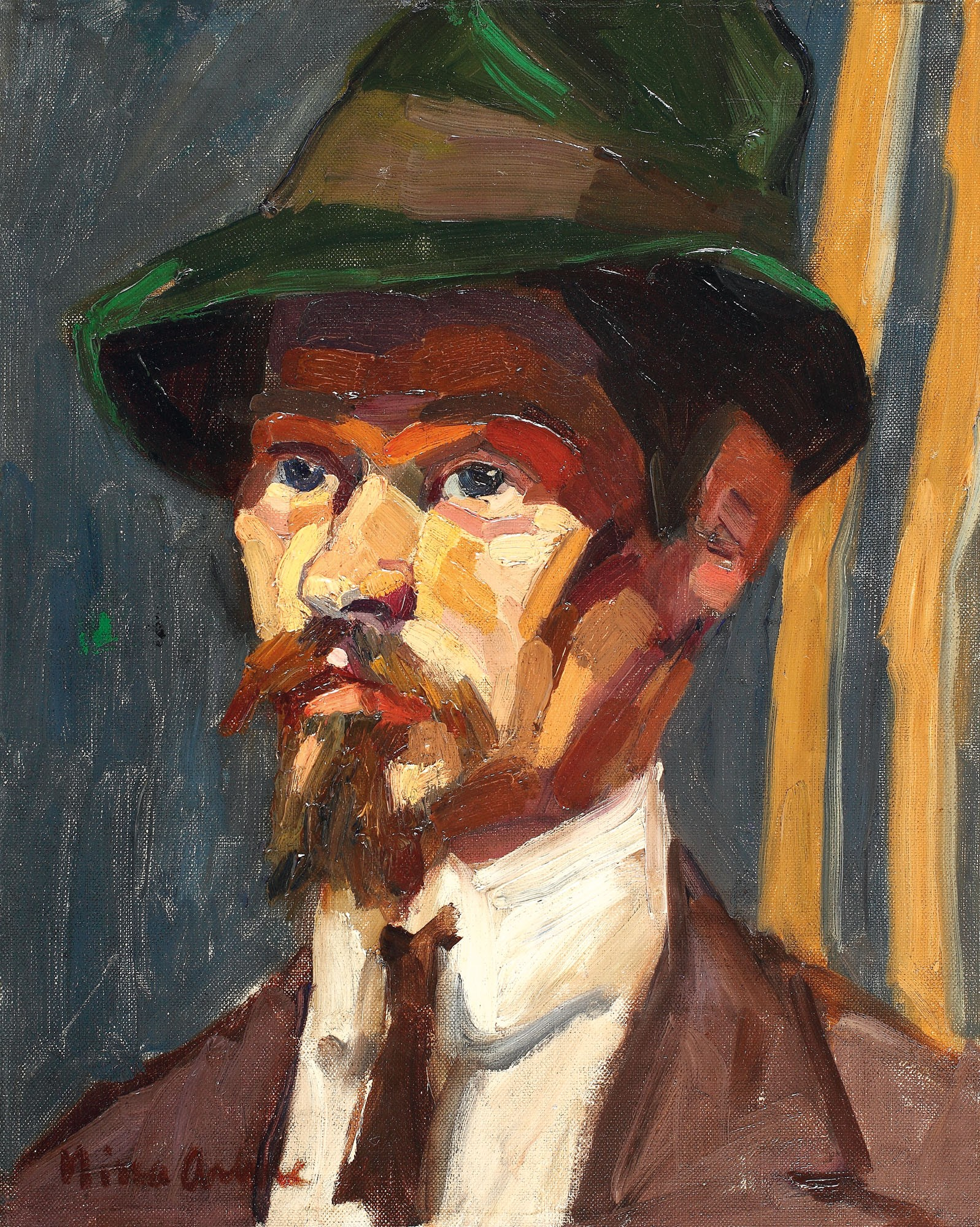
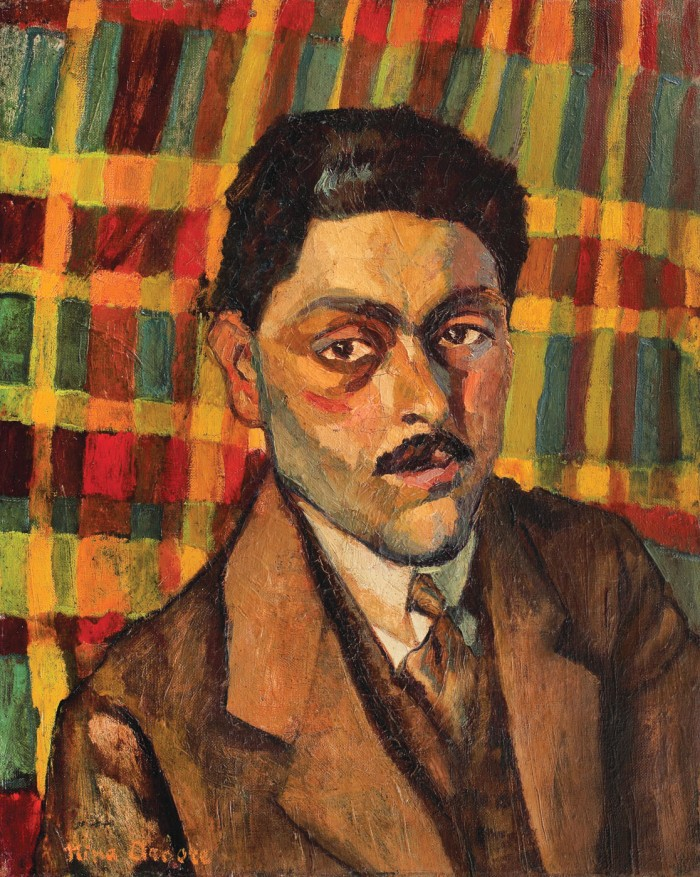

Autoportrete:

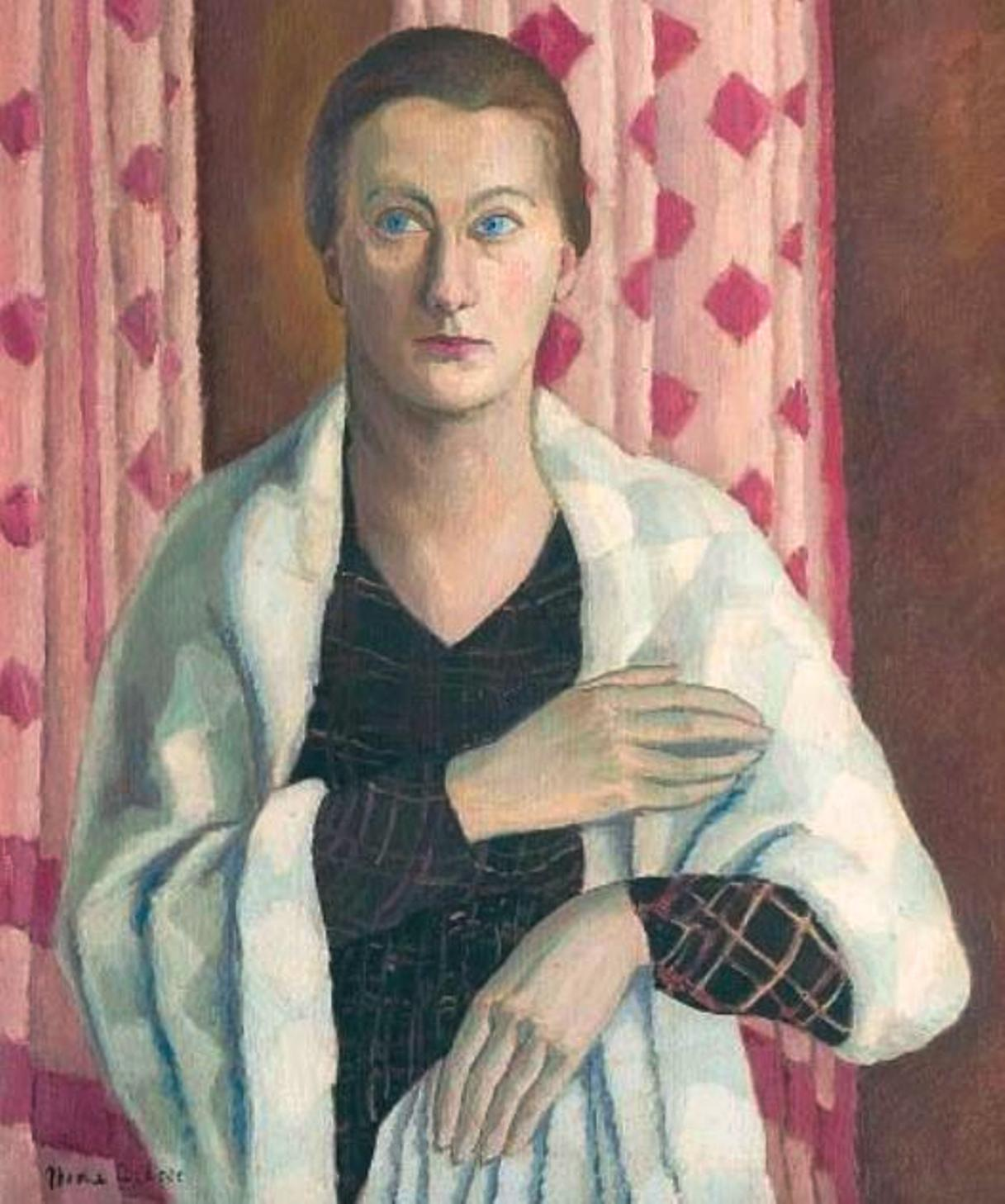
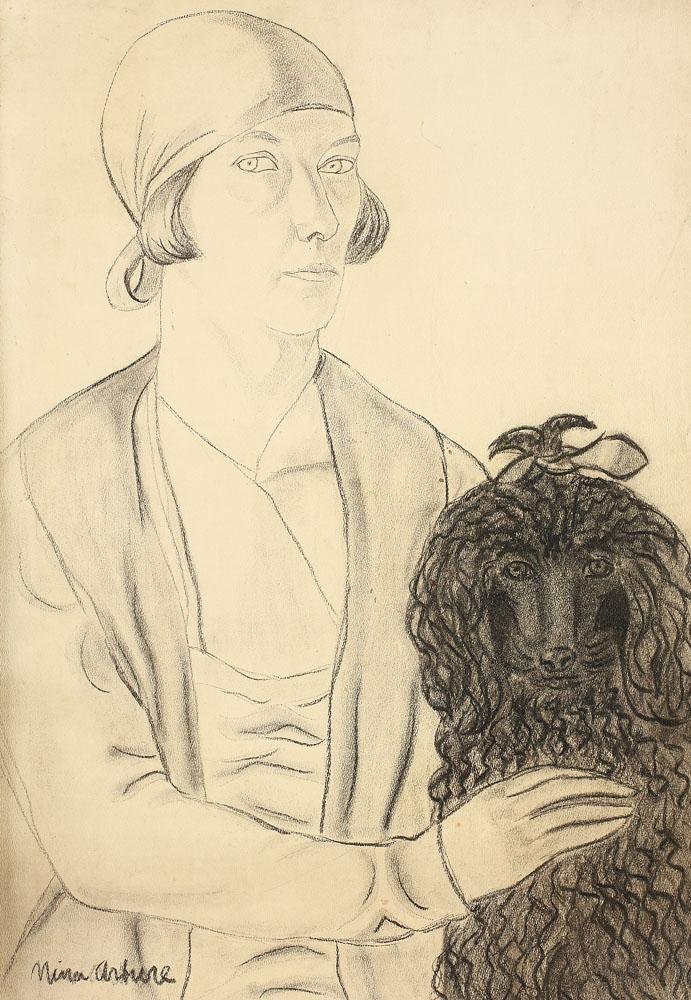

Portrete ale tatălui artistei, Zamfir Arbore:

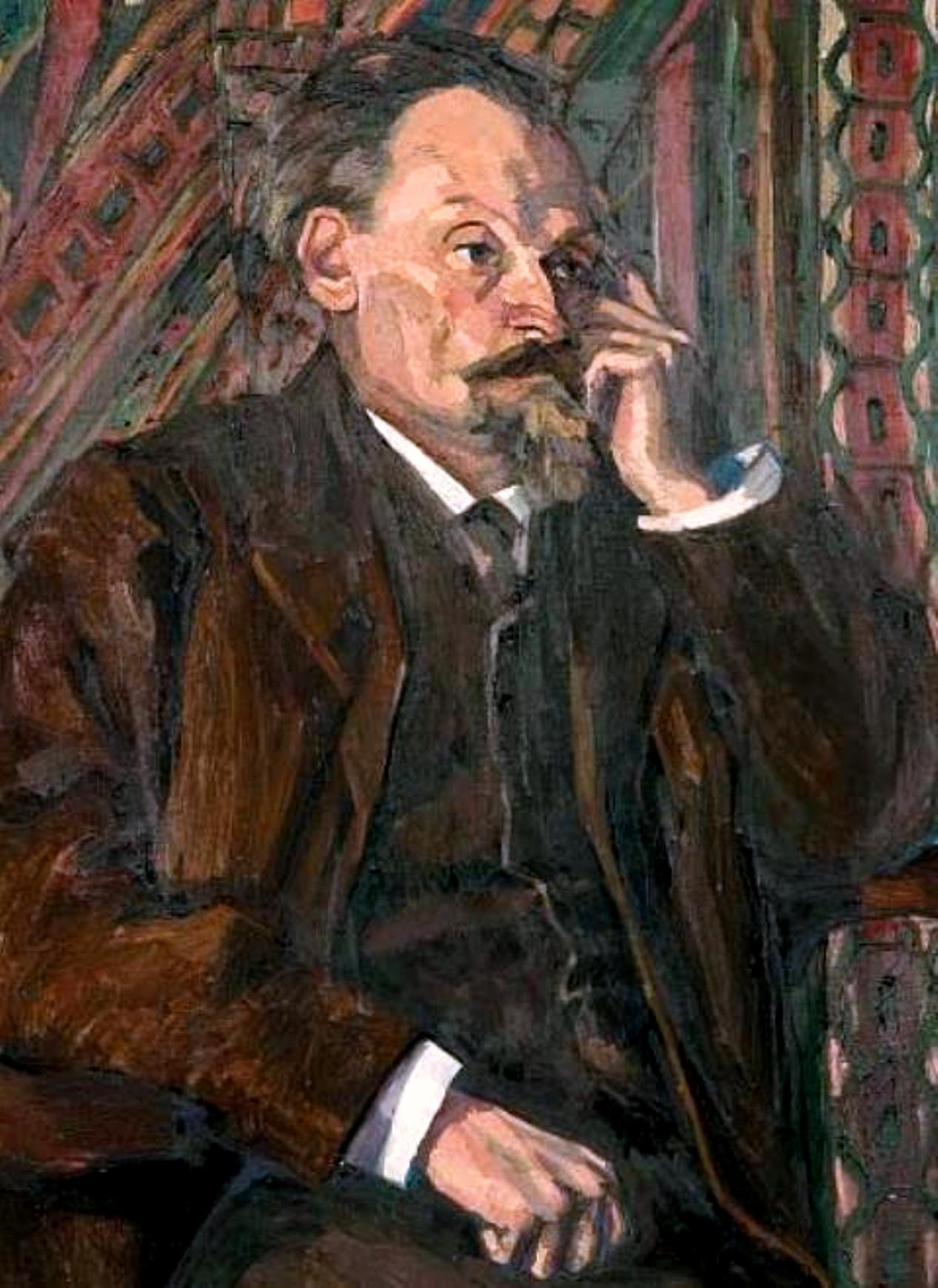
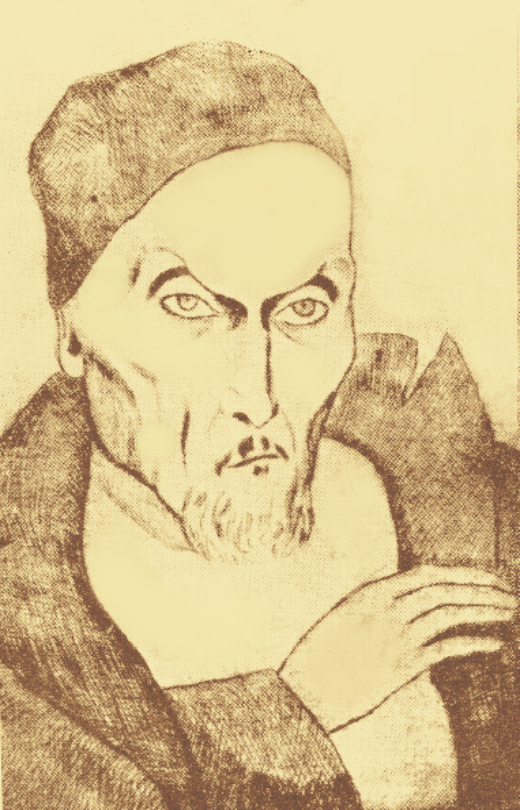

În ce privește natura statică, florile – unul dintre aspectele ei esențiale – „ocupă un rol central în repertoriul tematic al Ninei Arbore. Atitudinea artistei în fața acestei teme este una contemplativă, păstrând totdeauna interesul pentru subiect, chiar și atunci când florile par un pretext pentru un exercițiu cromatic, aidoma lui Matisse”. (Gh. Vida)

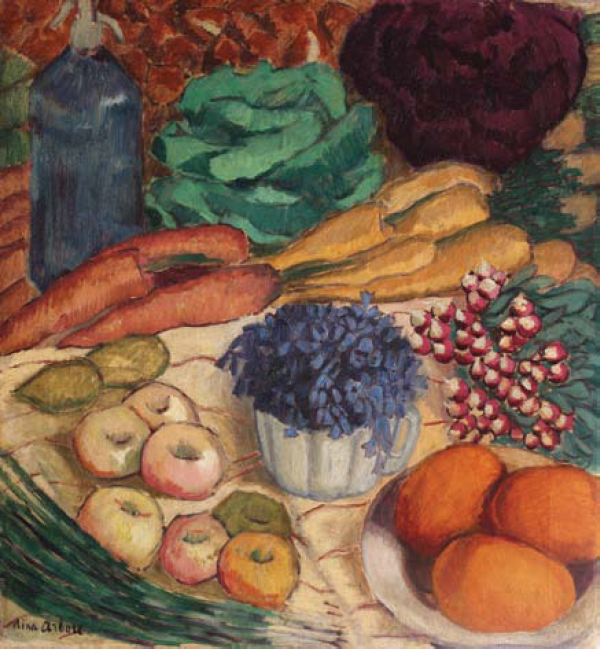
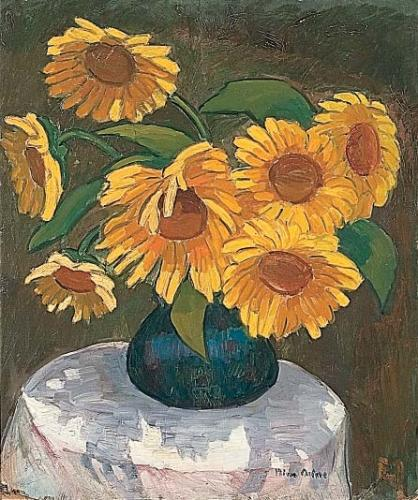
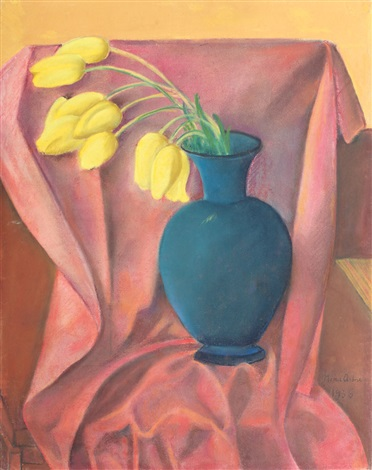
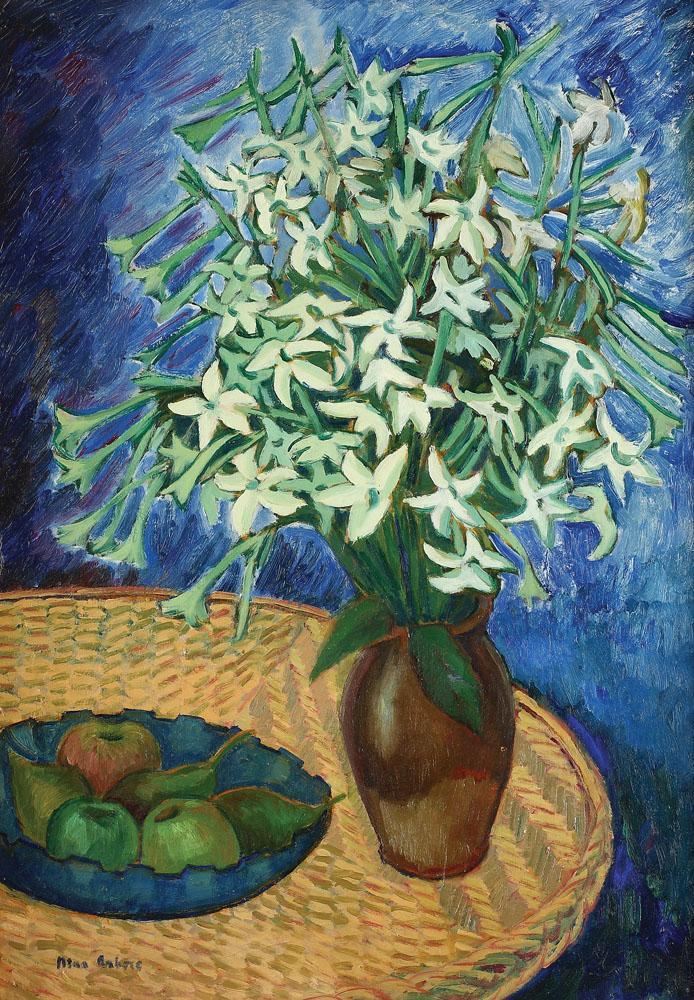
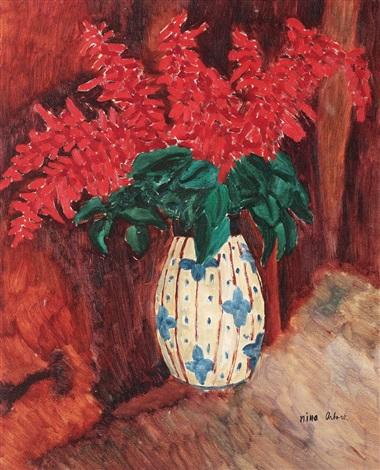
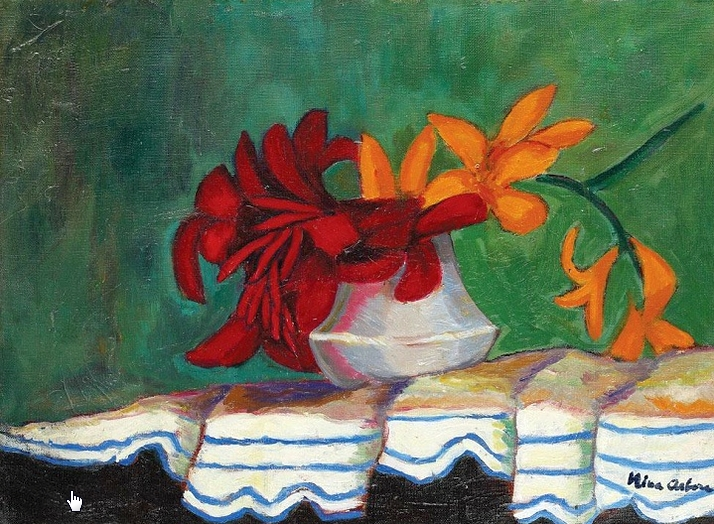
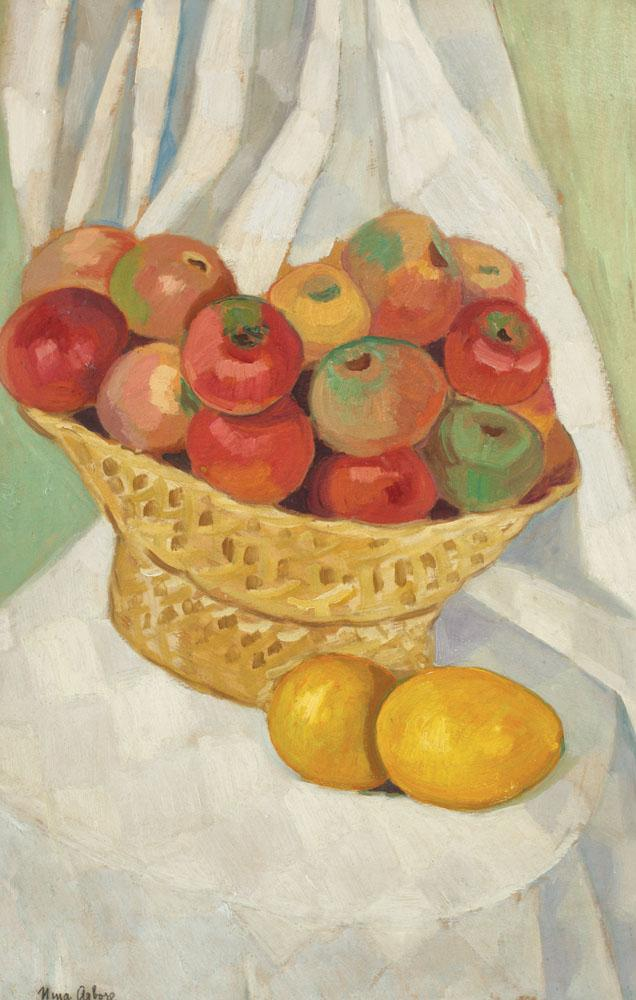
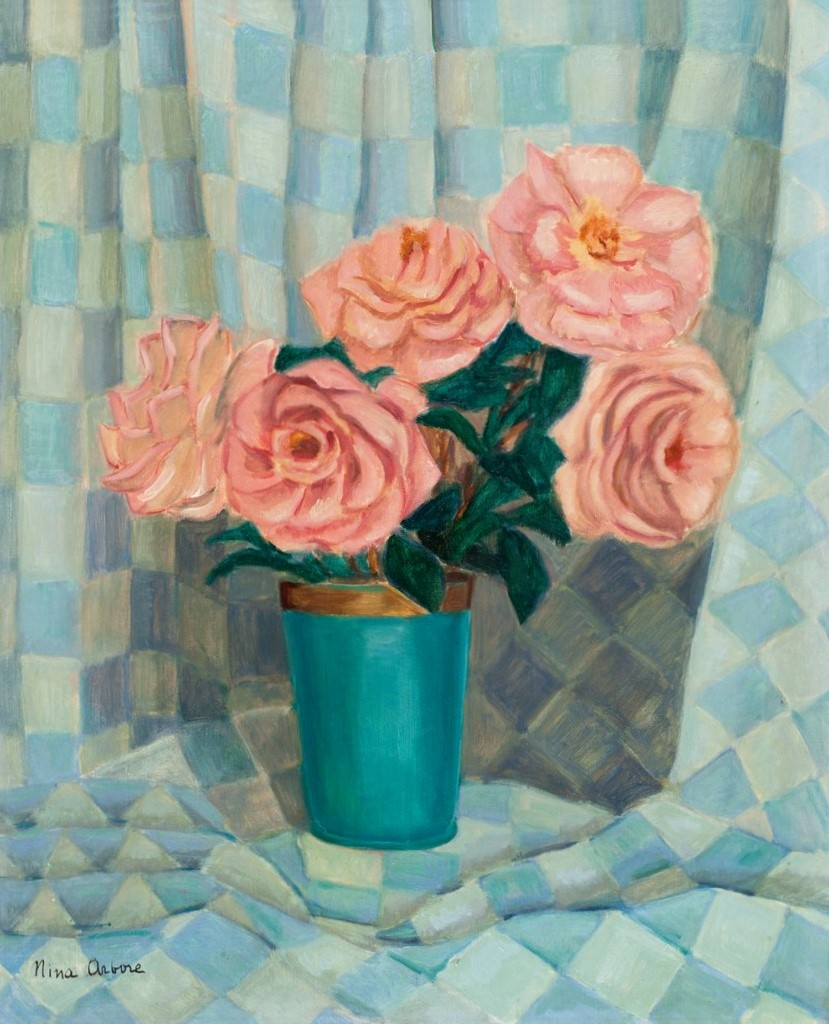

A realizat desene si diverse gravuri.

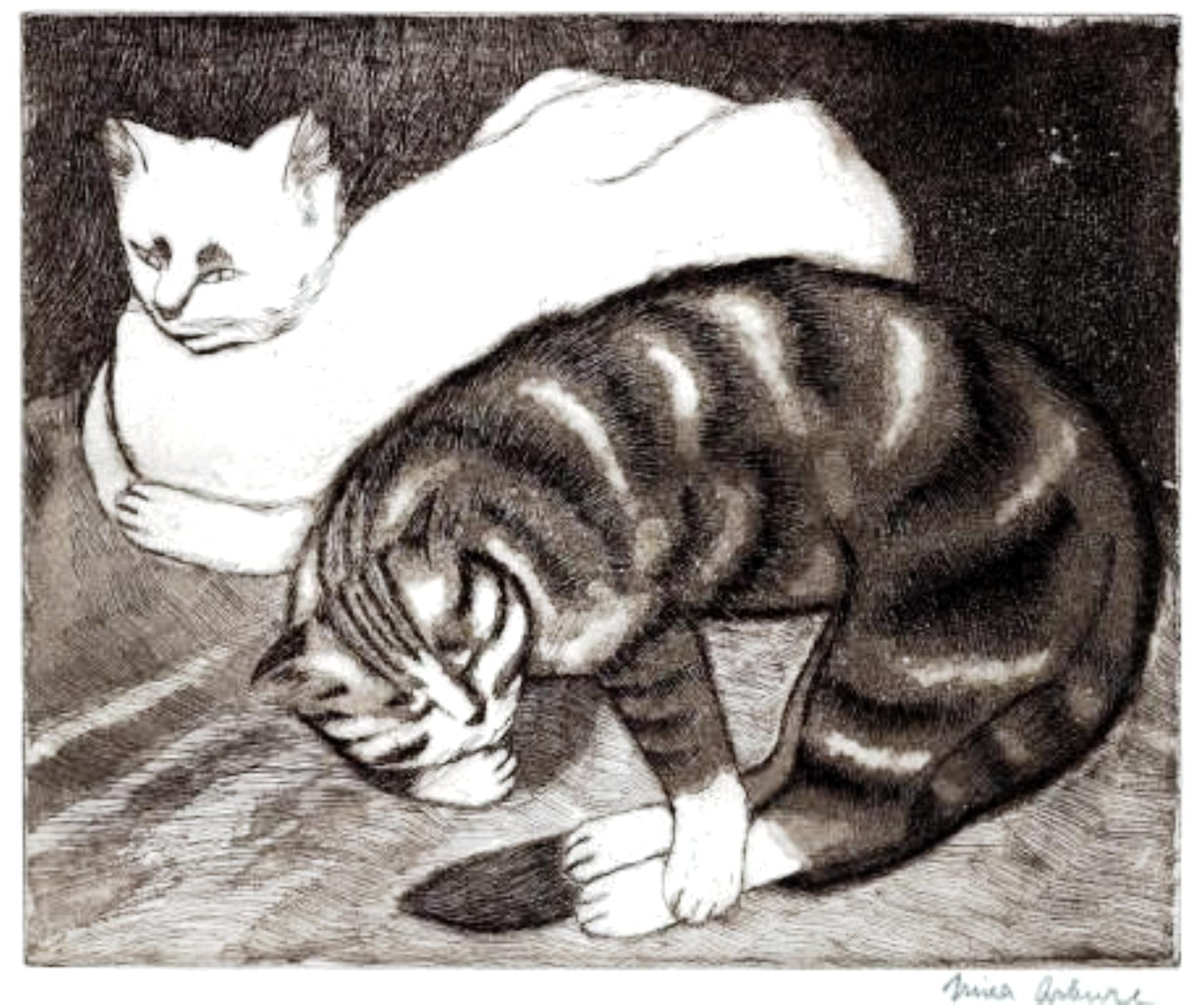
Pisici
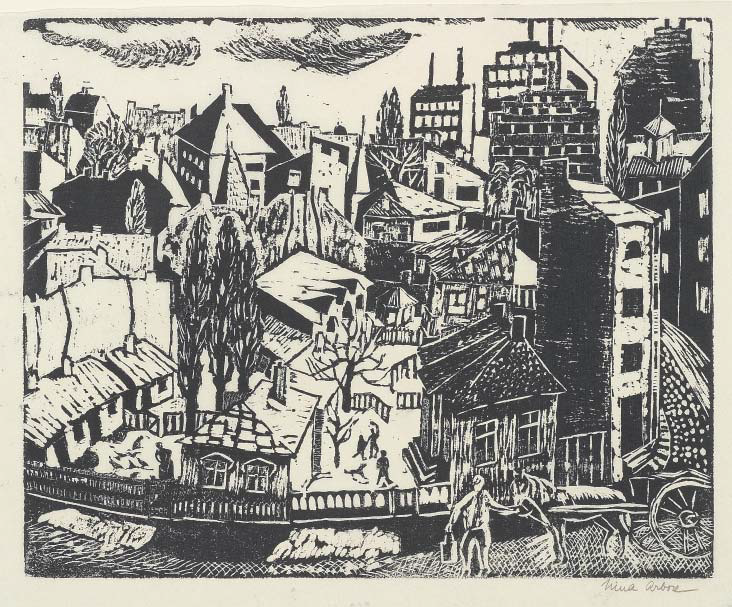
Oras, xilogravura
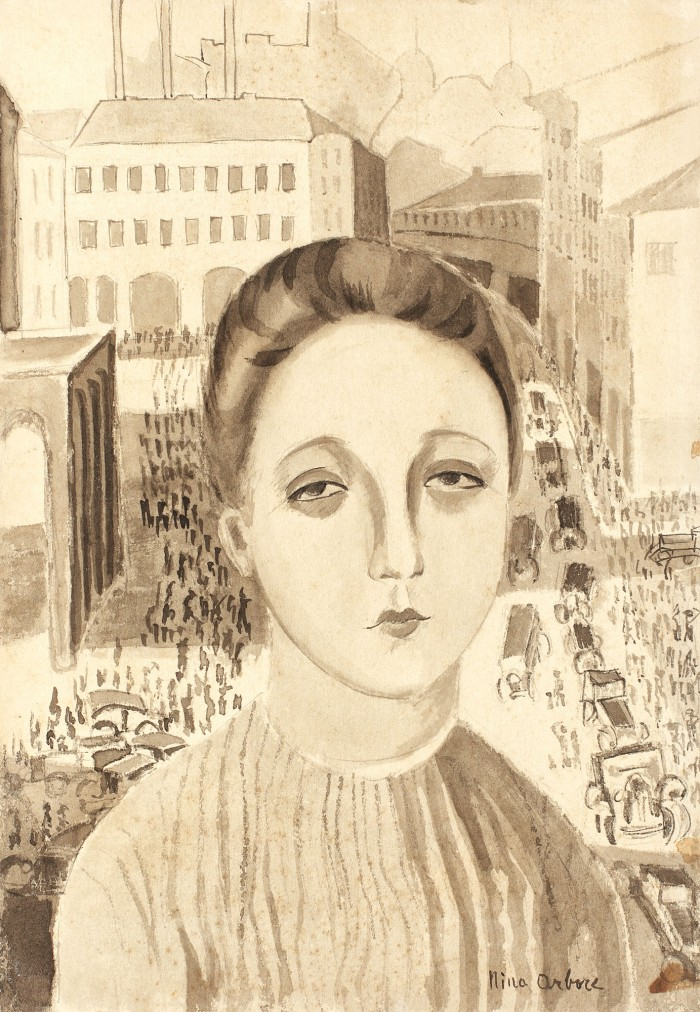
laviu și creion pe hârtie
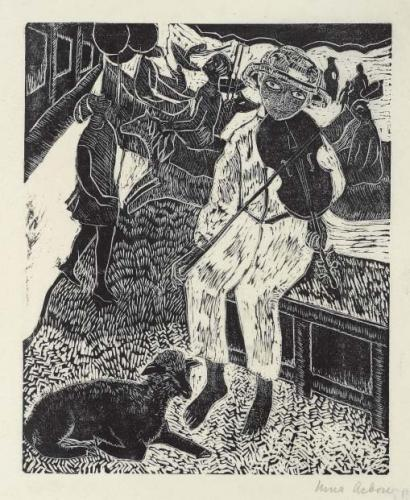
Moși. Gravură pe lemn
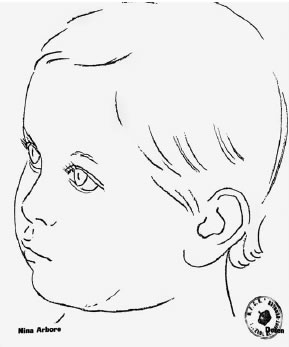
Desen publicat în revista Cuvântul Liber, București, 5 octombrie 1935
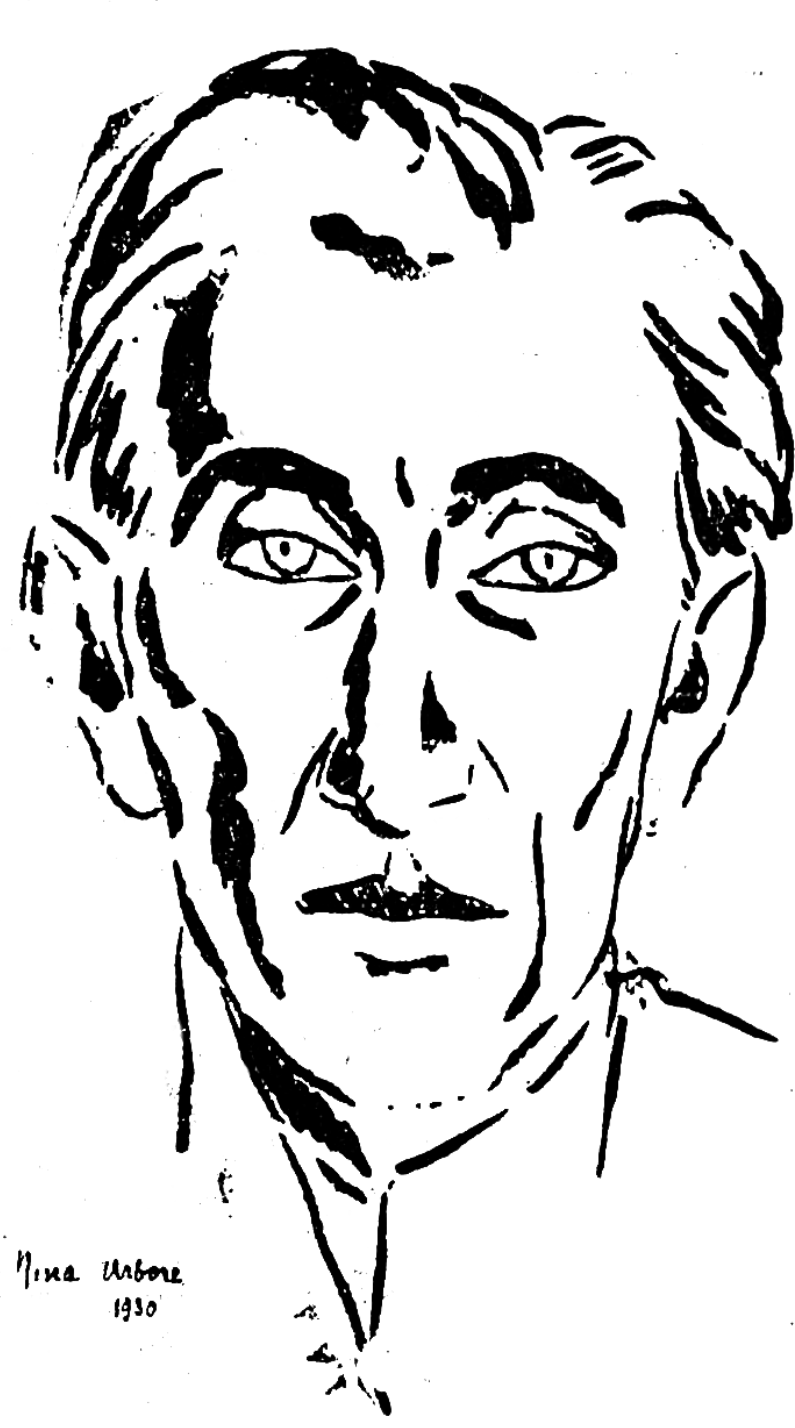
Panait Istrati, desen semnat Nina Arbore și datat 1930, Adevărul literar și artistic din 17 aprilie 1935
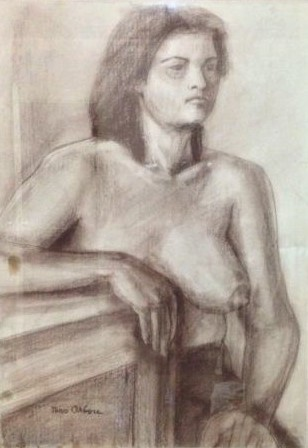

Nina Arbore împreună cu pictorii I. Filatief și Victor Ivanov pe șantierul Bisericii Sf. Împărați Constantin și Elena, Constanța. 1936. Fotografia e din colecția Tudor Stavilă

Impreuna cu pictorii basarabeni V. Manoli, I. Filatiev și V. Ivanov, execută în frescă, tempera și mozaic/ulei, lucrările monumentale la Biserica Sf. Împărați Constantin și Elena, Constanța (1936-1937), și la Biserica Sf. Ilie Tesviteanul, Sinaia Arhivat în 3 martie 2016, la Wayback Machine. (1938-1939), acestea constituind un prinos înnoitor, neo-bizantin, marcat de originalitate pentru atare gen de creație din prima jumătate a secolului al XX-lea – în primul rând prin amplificarea rolului tandemului: componente grafice și cele cromatice.

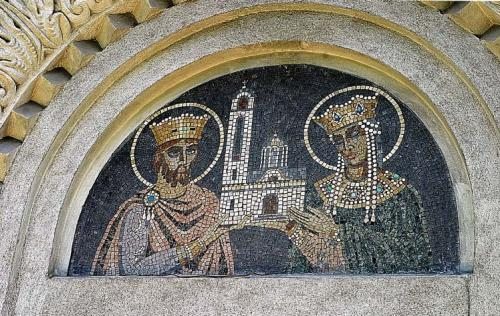